# Glencoe (rivière)
Pour les articles homonymes, voir Glencoe.

La rivière Glencoe  (en anglais : Glencoe River)  est un cours d’eau de la région de  Canterbury dans l’Île du Sud de la  Nouvelle-Zélande.

## Géographie
Elle prend naissance dans la chaîne d’Organ Range près de Shale Peak et s’écoule vers le sud jusque dans la rivière Mandamus.